# Серкамон
Серкамон (умро око 1135.-1145.), или Церкамон, чије историјско име нити било какакв историјски податак није очувано, био је један од најранијих трубадура. Био је и дворска луда, пореклом из Гаскоње. Провео је највећи део свога живота на двору Вилијама X од Аквитаније, а можда и Еблеа III од Вентадура. Приписује му се да је измислио плањ и можда сирвентес.
Већина информација о Серкамону су трачеви и легенде - неки га наводе и као Маркабруовог учитеља, а неке информације указују на то да је умро на крсташком походу, у пратњи Луја VII.
Зна се још да је имао једног сина, који је такође био песник.
Око 7 његових текстова је очувано, али ни једна мелодија. Жанр од њега, који је највише допринео његовој популарности - Пасторела није сачуван ни један.
Серкамон значи „онај који трага за речима“ на провансилском.

## Поезија
Начин на који је Церкамон писао, назива се поетика усавршавања. Његова поезија је врло јасан пример дворске поезије и веома је утицала и Маркабруа, Арноа Данијела и Бернара де Вентадура. Чувена је његова песма Кад благ лахор горак бива.